# 马斯特斯豪森
马斯特斯豪森是德国莱茵兰-普法尔茨州的一个市镇。总面积11.83平方公里，总人口1011人，其中男性489人，女性522人（2011年12月31日），人口密度85人/平方公里。